# Pobit Kamak (Pazardzjik)
Pobit Kamak (Bulgaars: Побит камък) is een dorp in het zuidwesten van Bulgarije. Zij is gelegen in de gemeente Sarnitsa, oblast Pazardzjik. Het dorp ligt 57 km ten zuidwesten van Pazardzjik en 101 km ten zuidoosten van Sofia. 

## Geschiedenis
Het dorp Pobit Kamak werd gesticht door kolonisten uit het naburig dorp Babjak in de gemeente Belitsa, oblast Blagoëvgrad. Het dorp werd op 26 december 1978 van het (toenmalig) dorp Sarnitsa afgescheiden en tot onafhankelijke nederzetting uitgeroepen.

## Bevolking
Het dorp werd in 1985 voor het eerst geregistreerd en telde toen 488 inwoners. Dit aantal nam continu toe en bereikte in februari 2011 een hoogtepunt van 643 inwoners. Sindsdien is het inwonersaantal licht gedaald. Op 31 december 2019 telde het dorp 638 inwoners.
Van de 643 inwoners reageerden 552 de optionele volkstelling van 2011. Zij identificeerden zich allemaal als etnische Bulgaren (100%). De bevolking van het dorp bestaat echter uit islamitische Bulgaren (in tegenstelling tot de meeste christelijke Bulgaren), ook wel Pomaken genoemd. Sinds 1995 is er een functionerende moskee in het dorp.
Van de 643 inwoners die in februari 2011 werden geregistreerd, waren er 120 jonger dan 15 jaar oud (19%), zo'n 465 inwoners waren tussen de 15-64 jaar oud (72%), terwijl er 58 inwoners van 65 jaar of ouder werden geteld (9%).